# Ghiacciaio Rankin
Il ghiacciaio Rankin (in inglese Rankin Glacier) è un ghiacciaio lungo circa 22 km situato sulla costa di Black, nella parte orientale della Terra di Palmer, in Antartide. Il ghiacciaio, il cui punto più alto si trova 776 m s.l.m., fluisce dapprima in direzione sud-est e poi in direzione est lungo il versante meridionale del massiccio Schirmacher fino ad unire il proprio flusso a quello del ghiacciaio Cline, poco prima di arrivare alla costa dell'insenatura di Odom.

## Storia
Il ghiacciaio Rankin fu mappato nel 1974 dallo United States Geological Survey e così battezzato dal Comitato consultivo dei nomi antartici in onore di John S. Rankin, biologo del Programma Antartico degli Stati Uniti d'America che prese parte alle Spedizioni oceanografiche internazionali nel mare di Weddell nel 1968 e nel 1969.